# コーナーストーン・グループ
コーナーストーン・グループ（Cornerstone Group）は、2005年に設立されたイギリス保守党の派閥、勉強会。保守主義、ナショナリズム、伝統主義、君主制支持の色濃い集団であり、保守党の中でもハイ・トーリー、伝統保守主義とされる。
現在の会長（president）はエドワード・リー卿、座長（chairman）はジョン・ヘイズ卿。標語は「信仰、国旗及び家族（Faith, Flag and Family）」。哲学者のロジャー・スクルートンは同会の理論的支柱であった。

## 所属議員
| 議員名                         | 選挙区                                           | 議員歴 |
| ------------------------------ | ------------------------------------------------ | ------ |
| エドワード・リー               | ゲインズボロー                                   | 1983年 |
| デビッド・アメス               | サウスエンド・ウェスト                           | 1983年 |
| ビル・キャッシュ               | ストーン                                         | 1984年 |
| ジョン・レッドウッド           | ウォーキンガム                                   | 1987年 |
| ジョン・ウィッティングデール   | マルドン                                         | 1992年 |
| ジョン・ヘイズ                 | サウス・ホランド・アンド・ディープス             | 1997年 |
| クリストファー・チョープ       | クライストチャーチ                               | 1997年 |
| オーウェン・ペイターソン       | ノース・シュロップシャー                         | 1997年 |
| ローレンス・ロバートソン       | テュークスベリー                                 | 1997年 |
| イアン・リデル＝グレインジャー | ブリッジウォーター・アンド・ウェスト・サマセット | 2001年 |
| グレッグ・ナイト               | イースト・ヨークシャー                           | 2001年 |
| アンドリュー・ロシンデル       | ロンフォード                                     | 2001年 |
| ピーター・ボーン               | ウェリングボロー                                 | 2005年 |
| スティーブン・クラブ           | プレセリ・ペンブルックシャー                     | 2005年 |
| デビッド・T・C・デイビス       | モンマス                                         | 2005年 |
| フィリップ・デイビス           | シップリー                                       | 2005年 |
| ナディン・ドリーズ             | ミッド・ベッドフォードシャー                     | 2005年 |
| ロバート・グッドウィル         | スカボロー・アンド・ウィットビー                 | 2005年 |
| グレッグ・ハンズ               | チェルシー・アンド・フラム                       | 2005年 |
| フィリップ・ホロボーン         | ケタリング                                       | 2005年 |
| アダム・ホロウェイ             | グレイブシャム                                   | 2005年 |
| デビッドジョーンズ             | クルーイド・ウェスト                             | 2005年 |
| ダニエル・コジンスキ           | シュルーズベリー・アンド・アチャム               | 2005年 |
| チャールズ・ウォーカー         | ブロックスボーン                                 | 2005年 |
| ナイジェル・アダムズ           | セルビー・アンド・アインスティ                   | 2010年 |
| スティーブ・ベーカー           | ウィコム                                         | 2010年 |
| フィオナ・ブルーズ             | コングルトン                                     | 2010年 |
| ロバート・ハルフォン           | ハーロウ                                         | 2010年 |
| サジド・ジャビド               | ブロムスグローブ                                 | 2010年 |
| クワシ・クワーテン             | スペルソーン                                     | 2010年 |
| ジェイコブ・リース＝モッグ     | ノース・イースト・サマセット                     | 2010年 |
| マーティン・ビッカース         | クリーソープス                                   | 2010年 |